# گوپینگن (ناحیه)
گوپینگن (به آلمانی: Landkreis Göppingen) یک ناحیه در آلمان است که در اشتوتگارت واقع شده‌است.
 گوپینگن  ۲۵۸٬۴۶۴ نفر جمعیت دارد.